# Zgurivka (huyện)
Huyện Zgurivka (tiếng Ukraina: Згурівський район, chuyển tự: Zgurivkas'kyi raion) là một huyện của tỉnh Kiev thuộc Ukraina. Huyện Zgurivka có diện tích 763 km², dân số theo điều tra dân số ngày 5 tháng 12 năm 2001 là 22671 người với mật độ 30 người/km2. Trung tâm huyện nằm ở Zgurivka.